# Cipayung (onderdistrict)
Cipayung is een onderdistrict van de gemeente Jakarta Timur (Oost-Jakarta) in de stad Jakarta, Indonesië.

## Verdere onderverdeling
Het onderdistrict Cipayung is verdeeld in 8 kelurahan:
1. Lubang Buaya, postcode 13810
2. Ceger, postcode 13820
3. Cipayung, postcode 13840
4. Munjul, postcode 13850
5. Pondok Ranggon, postcode 13860
6. Cilangkap, postcode 13870
7. Setu, postcode 13880
8. Bambu Apus, postcode 13890

## Bezienswaardigheden
- Arboretum
- Museum Pengkhianatan PKI

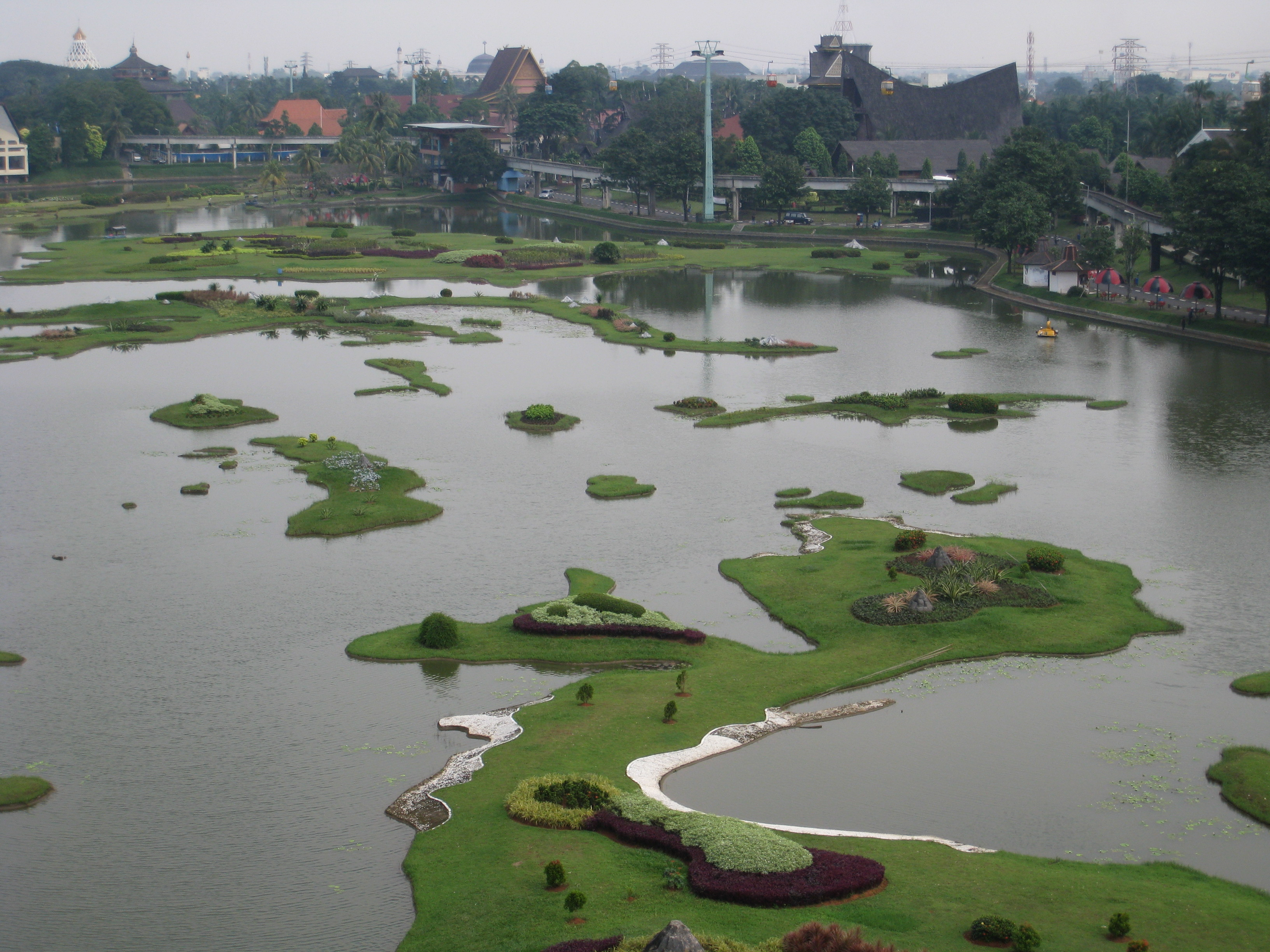
Indonesië in het klein in Taman Mini Indonesia Indah

- Pancasila Sakti or Pahlawan Revolusi (monument voor de helden van Indonesië)
- Taman Mini Indonesia Indah